# Changarawe
Changarawe ist ein Verwaltungsbezirk (englisch Ward) des Distrikts Mafinga (TC) in der tansanischen Region Iringa.

## Geografie
Changarawe liegt im südlichen Hochland von Tansania, es ist ein Stadtteil im Westen der Distrikthauptstadt Mafinga. Er grenzt im Norden und im Osten an Boma, im Süden und im Westen an Sao Hill. Bei der Volkszählung 2022 lebten 11.381 Menschen in 3125 Haushalten auf einer Fläche von 23 Quadratkilometern.

## Gliederung
Der Bezirk besteht aus vier Stadtteilen (swahili Mtaa):
- Block J
- Makamadolesi
- Lutalawe
- Igawa

## Wirtschaft und Infrastruktur
- Bildung: Im Bezirk liegen drei weiterführende Schulen.[8] Die Changarawe Secondary School ist eine staatliche Tages- und Internatsschule mit einer Ausbildung bis zur 6. Stufe.[9] Die Consolata Seminary Secondary School[10] und die Mafinga Seminary Secondary School[11] sind von der römisch-katholischen Kirche geleitete Internatsschulen, die Jugendliche ebenfalls bis zur 6. Stufe ausbilden.
- Verkehr: Die Bezirksgrenze im Süden bildet die Nationalstraße T1, die von Mafinga nach Njombe führt.[12]